# Louise van Eeghen

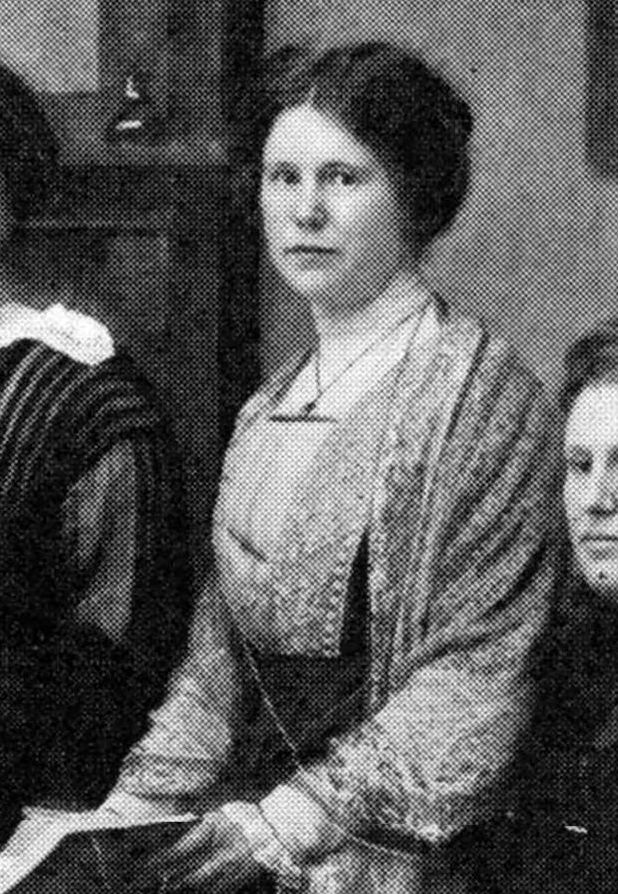
Louise van Eeghen in Dagelijks Bestuur van Tentoonstelling De Vrouw 1813-1913.

Louise Catherine Antoinette van Eeghen (Amsterdam, 18 januari 1884 - Genève, 3 februari 1979) was een Nederlands feministe en vredesactiviste. Zij speelde in de periode tussen de Eerste Wereldoorlog en de Tweede Wereldoorlog een actieve rol in de internationale vrouwenbeweging en in de vredesbeweging.

## Biografie
Louise van Eeghen was de dochter van de ondernemer en politicus Samuel van Eeghen en jonkvrouwe Olga van Loon. Zij kreeg eerst thuis onderwijs en bezocht daarna een kostschool in Genève. Zij studeerde enkele jaren aan de Sorbonne en aan de Universiteit van Genève. 
In 1909 richtte zij Het Jonge Vrouwengilde op, een organisatie die tot doel had jonge vrouwen te ondersteunen bij hun geestelijke en maatschappelijke ontwikkeling. Zij zat in het bestuur van de tentoonstelling De Vrouw 1813-1913. Tijdens de Eerste Wereldoorlog zette zij zich in voor oorlogsvluchtelingen en was ze bestuurslid van de Nederlandsche Anti-Oorlog Raad.  
In 1920 werd ze gekozen in het hoofdbestuur van de Internationale Vrouwenraad (International Council of Women). Van 1920 tot 1938 bezocht ze in die functie meer dan 34 landen over de hele wereld. Van haar reizen deed ze verslag in Het Handelsblad, de Nieuwe Rotterdamsche Courant en De Vrijheid, en door het geven van lezingen. Zij was ook bestuurslid van de Wereldbond der Kerken.
Zij was voorzitster van de vrouwengroep van de liberale partij De Vrijheidsbond (1932-1933) en stond enkele malen op de kandidatenlijst voor Tweede Kamer- en Statenverkiezingen. 
In 1996 werd het Louise van Eeghen Lady Aberdeen Fonds (LELAF) opgericht door de Internationale Vrouwenraad. Dit fonds werd gefinancierd met de giften die Louise van Eeghen gedurende vele jaren had gedaan ten behoeve van het oprichten van nieuwe nationale vrouwenraden en het opnieuw leven in blazen van reeds bestaande nationale vrouwenraden van de ICW.